# Borut Hribar
Borut Hribar, slovenski kipar, keramik in fotograf, * 1907, Ljubljana, † 1983.
Njegova sloga sta bila socialistični realizem in ekspresionizem. Med njegova najbolj znana dela spadata Portret Kmetice (doprsni kip Marije Cizej), ki ga je v manjši nakladi izdelal leta 1951, in pa Prijateljici. Njegovi kipi so pretežno izdelani iz gline. Njegova dela danes hranijo razni muzeji.
Bil je industrijski obratovodja v Mariborski tiskarni. V srednji šoli se je seznanil z nekaterimi osnovnimi teoretičnimi pojmi zlasti ob podpori profesorja Franca Ravnikarja. Razstavljati je začel po drugi svetovni vojni. Bil je tudi amaterski fotograf.